# Habitatges de la Fàbrica del Pont de Cabrianes
Els Habitatges de la Fàbrica del Pont de Cabrianes són uns edificis del municipi de Sant Fruitós de Bages (Bages) inclosos en l'Inventari del Patrimoni Arquitectònic de Catalunya.

## Descripció
Entre el conjunt d'habitatges del nucli del Pont de Cabrianes, d'estil o època modernista, destaca per la seva originalitat el de planta rectangular, de dos pisos, amb torres angulars de tres plantes que imita l'estructura de castell. Totes les entrades d'aquest edifici han estat tapiades i el seu estat és ruïnós. La façana principal combina un cos central, amb poques obertures, amb dos cossos laterals oberts i rematats per una balustrada i als angles es troben les torres de planta quadrada amb cobertes a quatre vessants i coronades amb pinyes de ceràmica. Al seu davant es troba un altre edifici interessant, de planta rectangular, amb dos pisos, coberta dues aigües, i amb una façana simètrica de porta i dues finestres per banda, als baixos i finestra i balcó al primer pis.

## Història
Els habitatges van ser aixecats al canvi de segle, per acollir els obrers i els encarregats de la fàbrica del Pont Cabrianes. El moment en què la fàbrica tancà les portes, els edificis foren abandonats, i es va iniciar un procés de ruïna a què s'ha arribat avui. L'edifici d'estructura encastellada és modernista i el que es troba al seu davant és de tipologia industrial.